# Malthe Højholt
Malthe Højholt (født 16. april 2001) er en dansk fodboldspiller, der spiller som midtbanespiller for den Italienske klub Pisa SC.

## Klubkarriere
Højholt spillede for ungdomsholdene i Hjørring IF, før han kom til AaB Akademiet på U13-niveau.
Han fik sin Superliga-debut for AaB den 20. juni 2020 i en kamp mod FC Nordsjælland, der endte i et 0–4 nederlag.
Højholt scorede sit første mål for AaB i en 2–1 sejr over Silkeborg IF den 28. juli 2024.